# Dzierzbotki
Dzierzbotki [pronunciación en polaco: /d͡ʑeʐˈbɔtki/] es un pueblo ubicado en el distrito administrativo de Gmina Kawęczyn, dentro del Distrito de Turek, Voivodato de Gran Polonia, en el oeste de Polonia central. Se encuentra aproximadamente a 2 kilómetros al noroeste de Kawęczyn, a 12 kilómetros al sur de Turek, y a 122 kilómetros al sureste de la capital regional Poznan.